# Гаспар де Портола
Гаспар де Портола и Ровира (на испански: Gaspar de Portolá i Rovira) е испански войник и администратор в Нова Испания, пътешественик-изследовател, основател на градовете Сан Диего и Монтерей в щата Калифорния.

## Произход и военна кариера (ок. 1716 – 1767)
Роден е около 1716 година в Ос де Балагер, Каталония, в знатно семейство. Служи като войник в испанската армия в Италия и Португалия. През 1743 получава ранг лейтенант. След около 30 години служба в Европа, той се издига до ранг капитан.

## Управител на Калифорния (1767)
През 1767 г. испанската монархия го изпраща в Калифорния, за да изпълнява ролята на губернатор. След като крал Карлос III забранява дейността на йезуитските ордени в Испания и нейните колонии и Портола, като губернатор на Калифорния, съобразявайки се с указа на краля, изгонва йезуитите от района, като конфискува и предава на францисканците, а след това на доминиканците четиринадесет йезуитски мисии.

## Експедиционна дейност (1767 – 1770)
В началото на юли 1767 на брега на залива Сан Диего пристига голям военен отряд под ръководството на Портола. В средата на юли отрядът продължава на северозапад по тихоокеанското крайбрежие, като целта е намирането на удобен залив, който да бъде използван в бъдеще за построяване на ново испанско селище. След осемнадесет дни тежък преход по пресечената с дефилета планинска местност, отрядът достига до залива Монтерей, на 36° 48' с.ш., където Портола залага строителството на крепост и организира мисия. Заливът вече неведнъж е посещаван от испански моряци и е описван като добра корабна стоянка, но открития за ветровете залив, в крайна сметка не осигурява добра защита на корабите и Портола решава да продължат пътя си на север.
Няколко дни след като напускат Монтерей, на 21 октомври 1769, Портола и неговият отряд откриват великолепния залив Сан Франсиско, най-добре защитения залив по цялото тихоокеанско крайбрежие на Северна и Южна Америка. Заливът е заграден от два малки планински полуострова от към океана, а протока между тях Голдън Гейт е така тесен, че стотиците минали покрай него кораби не са го забелязали. Десет дни испанците изследват залива, без неговата северна част, след което тръгват обратно и се завръщат в Сан Диего на 21 януари 1770.

## Следващи години (1770 – 1784)
През следващите години Портола е губернатор на провинция Пуебла в Мексико. По късно се връща в Испания и до края на живота си с чин полковник командва драгунски полк.
Умира през 1784 година в Лерида, Испания.

## Памет
Неговото име носят:
- град Портола (39°49′ с. ш. 120°28′ з. д. / 39.816667° с. ш. 120.466667° з. д.), окръг Плумъс, щат Калифорния, САЩ;
- град Портола Вали (37°23′ с. ш. 122°13′ з. д. / 37.383333° с. ш. 122.216667° з. д.), окръг Сан Матео, щат Калифорния, САЩ;
- град Портола Хилс (33°41′ с. ш. 117°39′ з. д. / 33.683333° с. ш. 117.65° з. д.), окръг Ориндж, щат Калифорния, САЩ.